# هال

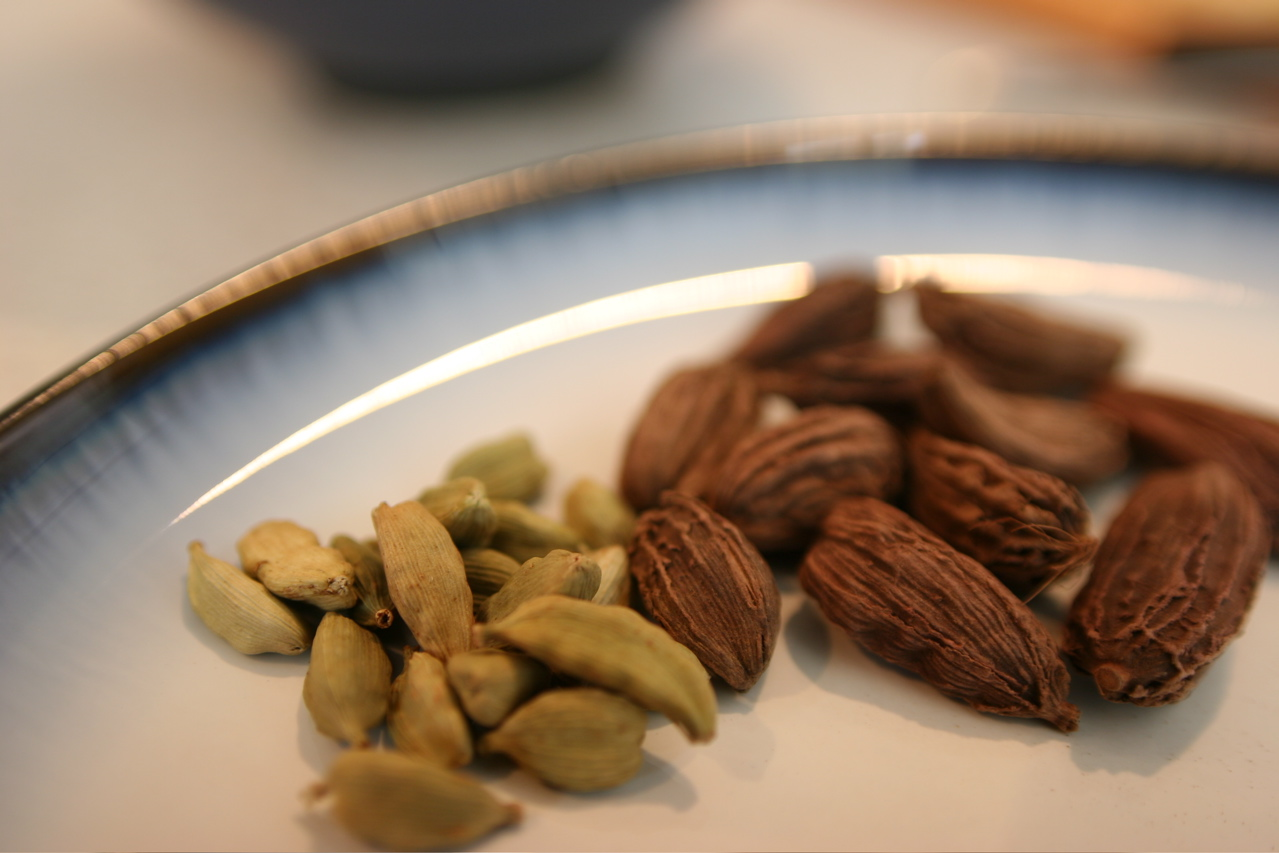
الهيل الأبيض والأسود

الهال أوالها۪ل (بالإمالة في الجزيرة العربية والشام) أو الحبهان (في مصر) أو قاع القلة أو القعقلة (في المغرب العربي) أو الهيل (في تونس) أو حب هان(الاسم العلمي: Elettaria cardamomum) هو اسم يُطلق على نوعين من النباتات من الفصيلة الزنجبيلية، وهما Elettaria وAmomum. كلا النوعين يأخذا شكل ثمار مثلثة في القطع العرضي، حاملة للبذور، ولها شكل حزمي، مع غشاء خارجي رقيق وبذور سوداء صغيره.
ثمار الـ Elettaria  لها لون أخضر فاتح، في حين ثمار الـ Amomum  تكون أكبر وذات لون بني غامق.
وهو أيضا نبات زكي الرائحة قوي المذاق له العديد من الاستعمالات يدخل في عمل القهوة والحساء ويعتبر من أغلى أنواع التوابل وبالإضافة إلى استعماله في الطعام فهو يعتبر معالج قوي لكثير من الأمراض وله العديد من الفوائد.

## أنواع الهيل وتوزعه
الهال نوعان:
- Elettaria ، (يسمى بالهيل، أو الهيل الأخضر، أو الهيل الحقيقي) يتوزع من ماليزيا إلى الهند.
- Amomum، (يسمى بالهيل الأسود، أو الهيل البني، أو الكرافان، أو هيل جافا، أو هيل بنغالي، أو هيل سيامي، أو هيل أبيض أو أحمر) يتوزع بصورة رئيسية في آسيا وأستراليا

## الإنتاج العالمي
بحلول أوائل القرن الحادي والعشرين، أصبحت غواتيمالا أكبر منتج للهيل في العالم، بمتوسط إنتاج سنوي يتراوح بين 25000 و 29000 طن. تم إدخال نبتة الهيل هنالك عام 1914 بواسطة أوسكار ماجوس كلوفر، وهو مزارع قهوة ألماني. كانت الهند سابقاً أكبر منتج بالعالم ولكن منذ عام 2000 أصبحت الثانية عالمياً من حيث الإنتاج، حيث تنتج حوالي 15000 طن سنويًا. 
بدأت الصين بإنتاج الهيل لتلبية الطلب المتزايد منذ ثمانينيات القرن الماضي وكان أنتاجها يعتمد على المزارعين الذين يعيشون على ارتفاعات عالية في مناطق محددة من الصين. كذلك تعرف دول أخرى بإنتاج الهيل مثل لاوس وفيتنام لكن عادةً ما يكون أنتاج المزارعين محدود لتلبية الطلب المحلي ولا يورد للأسواق العالمية. ومن بين البلدان المنتجة هي كوستاريكا، السلفادور،هندوراس، بابوا غينيا الجديدة، سريلانكا، تنزانيا وتايلاند.

## الهال في القهوة
أضاف العرب الهيل إلى القهوة، إذْ بالإضافة إلى إكسابها طعماً ونكهة أفضل عند مزجها بمطحون حبوب الهيل، فإن الدراسات تُشير إلى أن إحدى خصائص الزيوت الطيارة ذات الرائحة العبقة في بذوره، له ميزة إبطال مفعول الكافيين على الجسم.
ومن المعروف أن طريقة تحميص حبوب البن لإعداد القهوة العربية تتطلب أن يكون لونها بعد التحميص باهتاً وليس بنياً غامق اللون، كما في حمص القهوة التركية أو الأسبرسو، وكمية الكافيين في البن، كما يقول الباحثون، تقل كلما كان لون حبة البن غامقاً، مما يعني أن بن القهوة العربية الأشهب أعلى محتوى من الكافيين مما يُستخدم فيه البن الغامق.

## مكوناتها
وتكتسب حبوب الهال رائحتها ونكهة طعمها من توفر زيوت ثابتة وطيّارة في بذورها، والباقي هو ما يسمى بالرماد كما هي العادة في تسمية مجموعة من المواد الطبيعية والمعدنية المتبقية.

## صور

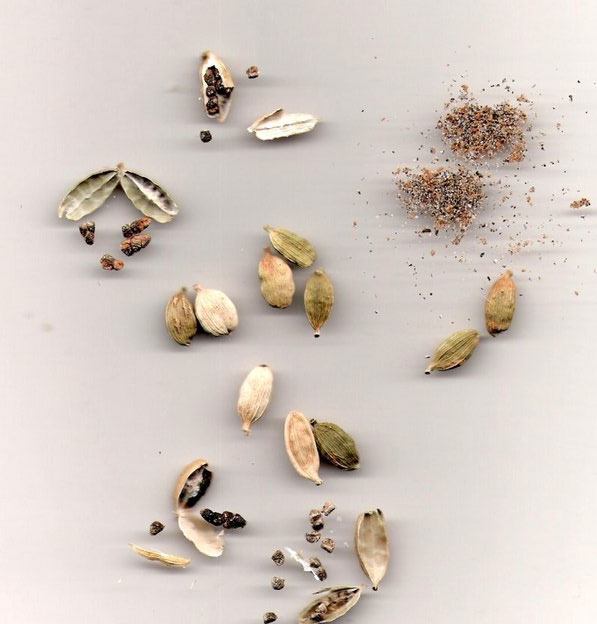
ثمرة الهيل وبذوره
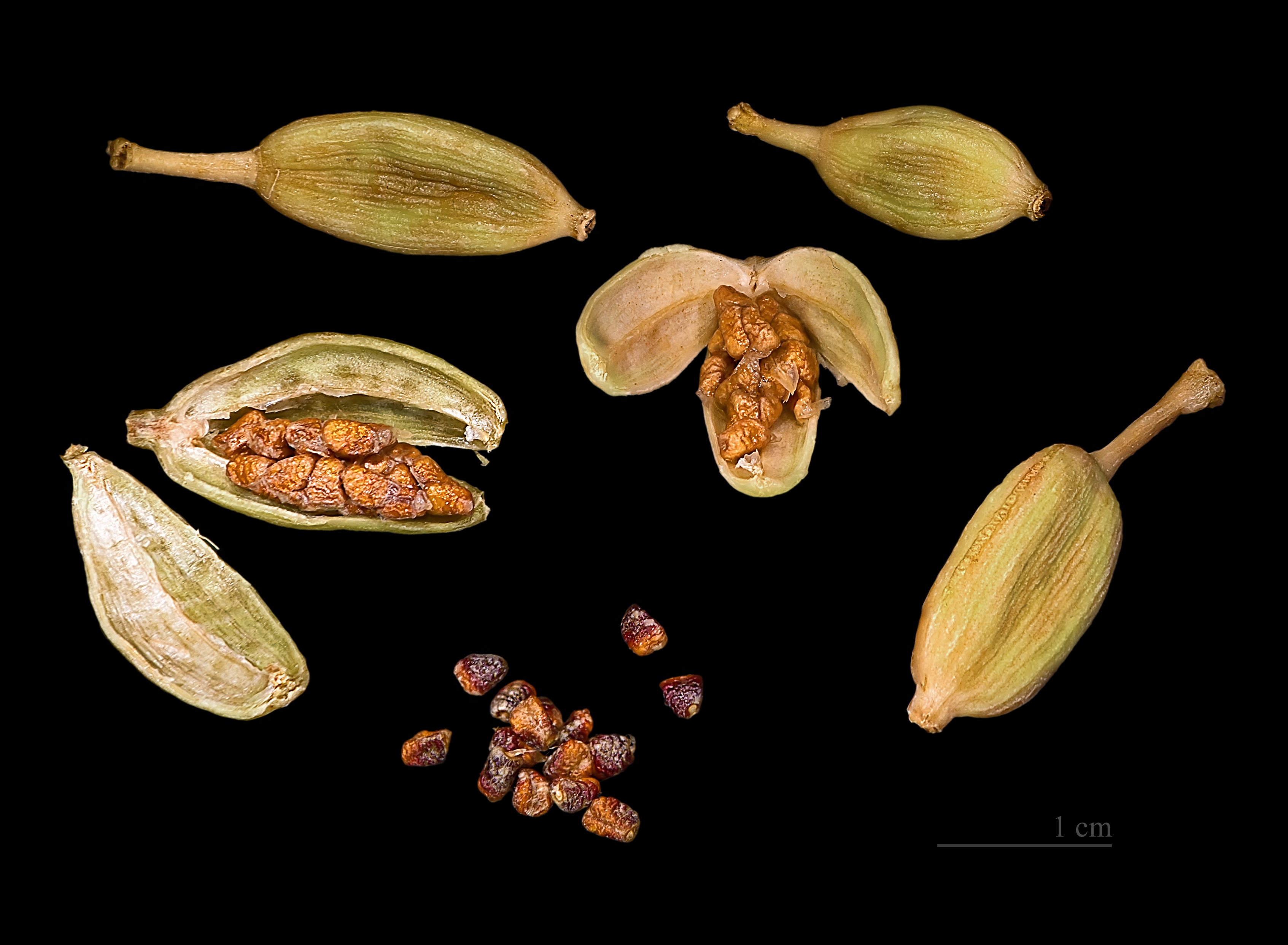
ثمرة الهيل وبذورها، صورة أقرب
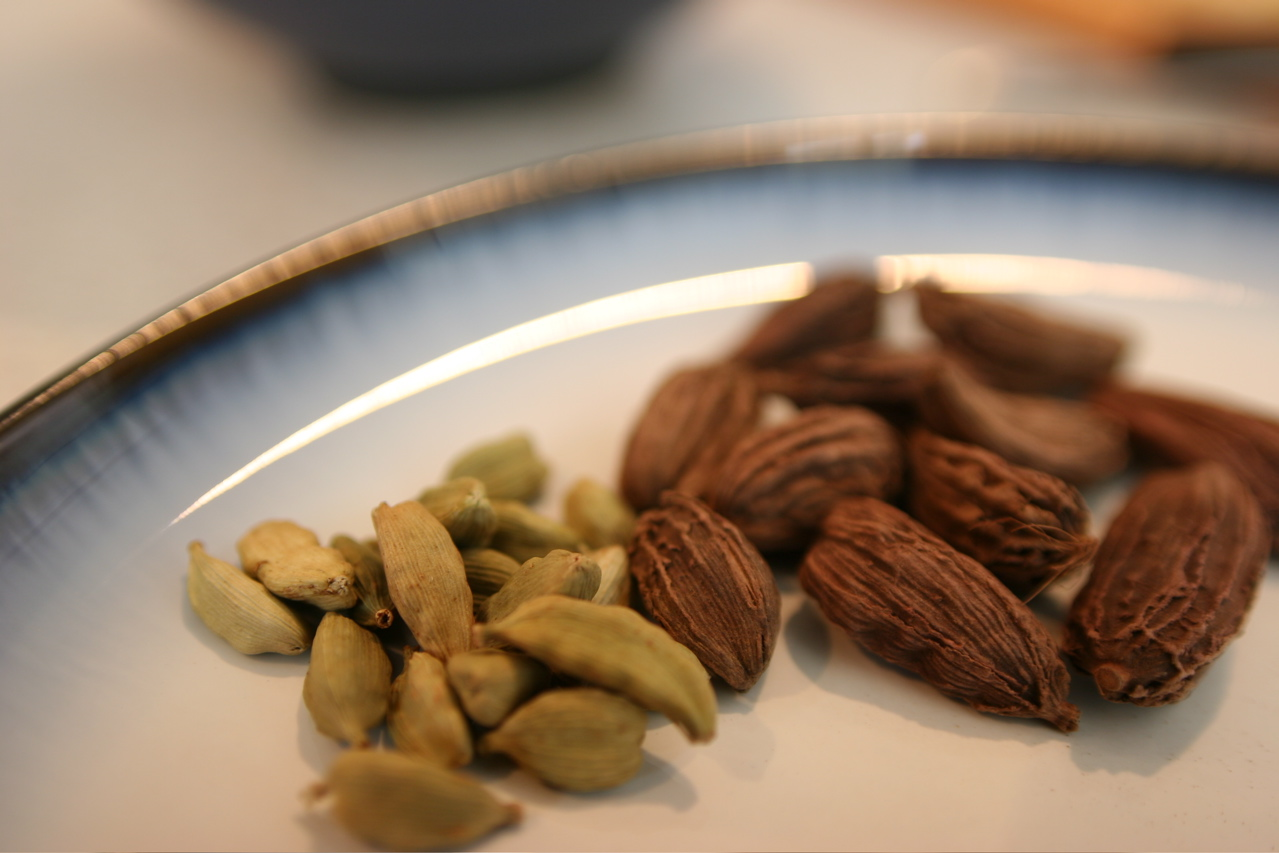
هيل أخضر وأسود

## طريقة حفظ الهيل
1. يجب أن يحفظ الهيل في وعاء مظلم لأنه حساس للنور ويمكن أن يفسد بالضوء الساطع.
2. كما يجب وضع الهيل في علب من البروسلين أو المعدن الذي لا يصدأ ويجب عدم وضعه في العلب البلاستيكية بتاتا لأنه يحتوي على بعض المركبات الكيميائية التي تتفاعل مع البلاستيك وتضر بالصحة. ويجب إحكام إغلاق الأواني التي تحوي الهيل من أجل إبعاده عن الرطوبة.